# CNN Airport

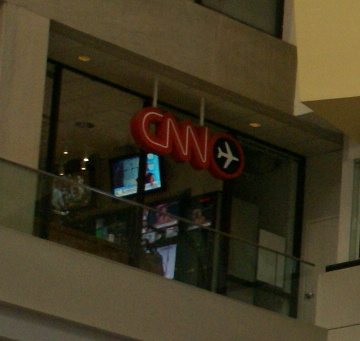
Vista del CNN Center en Atlanta, donde se puede observar los estudios de CNN Airport Network.

CNN Airport (anteriormente, CNN Airport Network) fue una cadena de televisión satelital que emitía noticias e información meteorológica, de mercados, entretenimiento y de viajes en los aeropuertos de Estados Unidos. Formaba parte de la cadena CNN,  propiedad y operado por WarnerMedia a través de su división WarnerMedia News & Sports. 
Fue lanzada oficialmente el 20 de enero de 1992 tras un periodo de pruebas entre el 3 de junio y el 14 de julio de 1991 en los aeropuertos de Dallas-Fort Worth, Hartsfield-Jackson y O'Hare. Se podía ver en 48 aeropuertos del país y del mundo.
Utilizaba el formato y programación de CNN y de CNN Headline News, transmitida con un retraso de 10 segundos. La cadena también transmitió segmentos exclusivos para la señal (meteorológicos, de negocios y de viajes). El canal también emitía fragmentos de otros canales de WarnerMedia. Al estar en lugares públicos, su transmisiones eran más estrictas que la CNN original, no mostrando noticias de accidentes aéreos, de contenido violento, no familiar o similares, los cuales eran cubiertos con la información del clima. Además, el logotipo en pantalla era más grande que la señal tradicional, para poder ver y leer los contenidos a largas distancias. Tras un acuerdo con la FAA, era la única cadena que no retransmite noticias relacionadas con el 11-S. CNN Airport Network acepta publicidad, exceptuando anuncios de líneas aéreas. 
El 12 de enero de 2021, el presidente de CNN, Jeff Zucker, anunció que CNN Airport cesaría sus operaciones el 31 de marzo; Zucker citó varios factores y cambios en el comportamiento del consumidor, incluida la transmisión de video en dispositivos móviles a través de puntos de acceso Wi-Fi, lo que hizo que el propósito de esta señal terminara siendo obsoleta.

## Aeropuertos participantes
- Aeropuerto de Schiphol, Ámsterdam, Países Bajos
- Aeropuerto Internacional de Albany, Albany, Nueva York
- Aeropuerto Internacional Ted Stevens, Anchorage, Alaska
- Aeropuerto de DeKalb-Peachtree, Atlanta, Georgia
- Aeropuerto Internacional Hartsfield-Jackson, Atlanta, Georgia
- Aeropuerto Internacional de Bermuda, Saint George, Bermudas
- Aeropuerto Internacional de Kuala Lumpur, Kuala Lumpur
- Aeropuerto de Changi, Singapur
- Aeropuerto Internacional de Hong Kong, Chek Lap Kok, Hong Kong
- Aeropuerto Internacional de Soekarno-Hatta, Cengkareng, Tangerang
- Logan International Airport, Boston, Massachusetts
- Aeropuerto Chicago Midway, Chicago, Illinois
- Aeropuerto Internacional O'Hare, Chicago, Illinois
- Aeropuerto Internacional de Cincinnati-Northern Kentucky, Cincinnati, Ohio
- Aeropuerto Internacional de Cleveland Hopkins, Cleveland, Ohio
- Dallas/Fort Worth International Airport Dallas/Fort Worth, Texas
- Dallas Love Field Airport, Dallas, Texas
- Aeropuerto Internacional de Dayton, Dayton, Ohio
- Aeropuerto Internacional de Denver, Denver, Colorado
- Aeropuerto de Detroit Metropolitan Wayne County, Detroit, Míchigan
- George Bush Intercontinental Airport, Houston, Texas
- William P. Hobby Airport, Houston, Texas
- Aeropuerto Internacional de Huntsville, Huntsville, Alabama
- Aeropuerto Internacional de Jacksonville, Jacksonville, Florida
- Aeropuerto Internacional de Kansas City, Kansas City, Misuri
- Ketchikan International Airport, Ketchikan, Alaska
- Aeropuerto Internacional de Lubbock Preston Smith, Lubbock, Texas
- Aeropuerto de McGhee Tyson, Knoxville, Tennessee
- Aeropuerto Internacional de Memphis, Memphis, Tennessee
- Miami International Airport, Miami, Florida
- Aeropuerto Internacional de Mineápolis-Saint Paul, Mineápolis, Minnesota
- Aeropuerto Internacional de Quad City, Moline, Illinois
- Aeropuerto Internacional de Myrtle Beach, Myrtle Beach, Carolina del Sur
- Aeropuerto Internacional de Nashville, Nashville, Tennessee
- John F. Kennedy International Airport, Nueva York
- LaGuardia Airport, Nueva York
- Aeropuerto de Long Island MacArthur, Islip, Nueva York
- Newark International Airport, Newark, Nueva Jersey
- Oakland International Airport, Oakland, California
- LA/Ontario International Airport, Ontario, California
- Orlando International Airport, Orlando, Florida
- Philadelphia International Airport, Filadelfia, Pensilvania
- Aeropuerto Internacional de Sky Harbor, Phoenix, Arizona
- Aeropuerto Internacional de Lambert-St. Louis, San Luis, Misuri
- Aeropuerto Internacional de Salt Lake City, Salt Lake City, Utah
- San Francisco International Airport, San Francisco, California
- San Jose International Airport, San José, California
- Aeropuerto Internacional de Savannah/Hilton Head Savannah, Georgia
- Seattle-Tacoma International Airport, Seattle, Washington
- Aeropuerto de Tallahassee, Tallahassee, Florida
- Dulles International Airport, Washington D. C.
- Aeropuerto de Reagan, Washington D. C.